# Črešnjevec ob Bistrici
Črešnjevec ob Bistrici este o localitate din comuna Bistrica ob Sotli, Slovenia, cu o populație de 78 de locuitori.